# سیگما کبوتر
سیگما کبوتر یک ستاره است که در صورت فلکی کبوتر قرار دارد.